# Різанина на Вундед-Ні
Різанина на Вундед-Ні (англ. Wounded Knee Massacre) — останнє велике зіткнення між індіанцями й солдатами на північноамериканському континенті.

## Передісторія

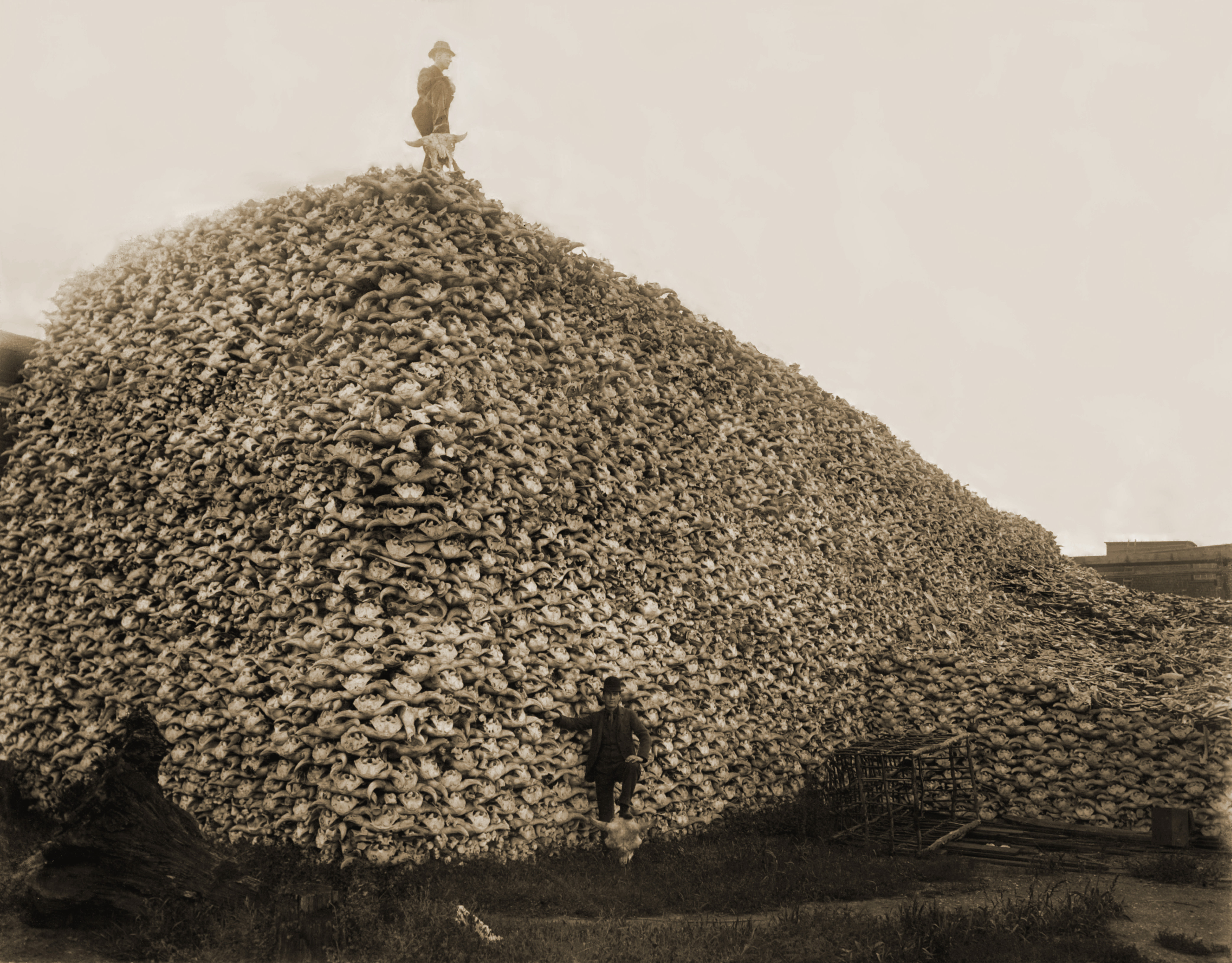
Піраміда з черепів бізонів.

У 1880-х роках уряд США продовжував свою загарбницьку діяльність щодо земель племен Лакота. Білі поселенці цілеспрямовано винищували стада бізонів, колись незчисленні. Саме бізони були основним джерелом харчування індіанців.
Не виконувалися також умови договорів з урядом про матеріальну допомогу й захист резервацій від вторгнення білих поселенців та золотошукачів. Два роки до битви були неврожайними як для індіанців, так і для поселенців. Багато племен голодували, не отримуючи допомоги від влади. У результаті серед індіанців наростало невдоволення. Саме тоді серед племен поширилася новина про пророка племені паютів, якого звали Вовока, який заснував релігію Танець Духа.

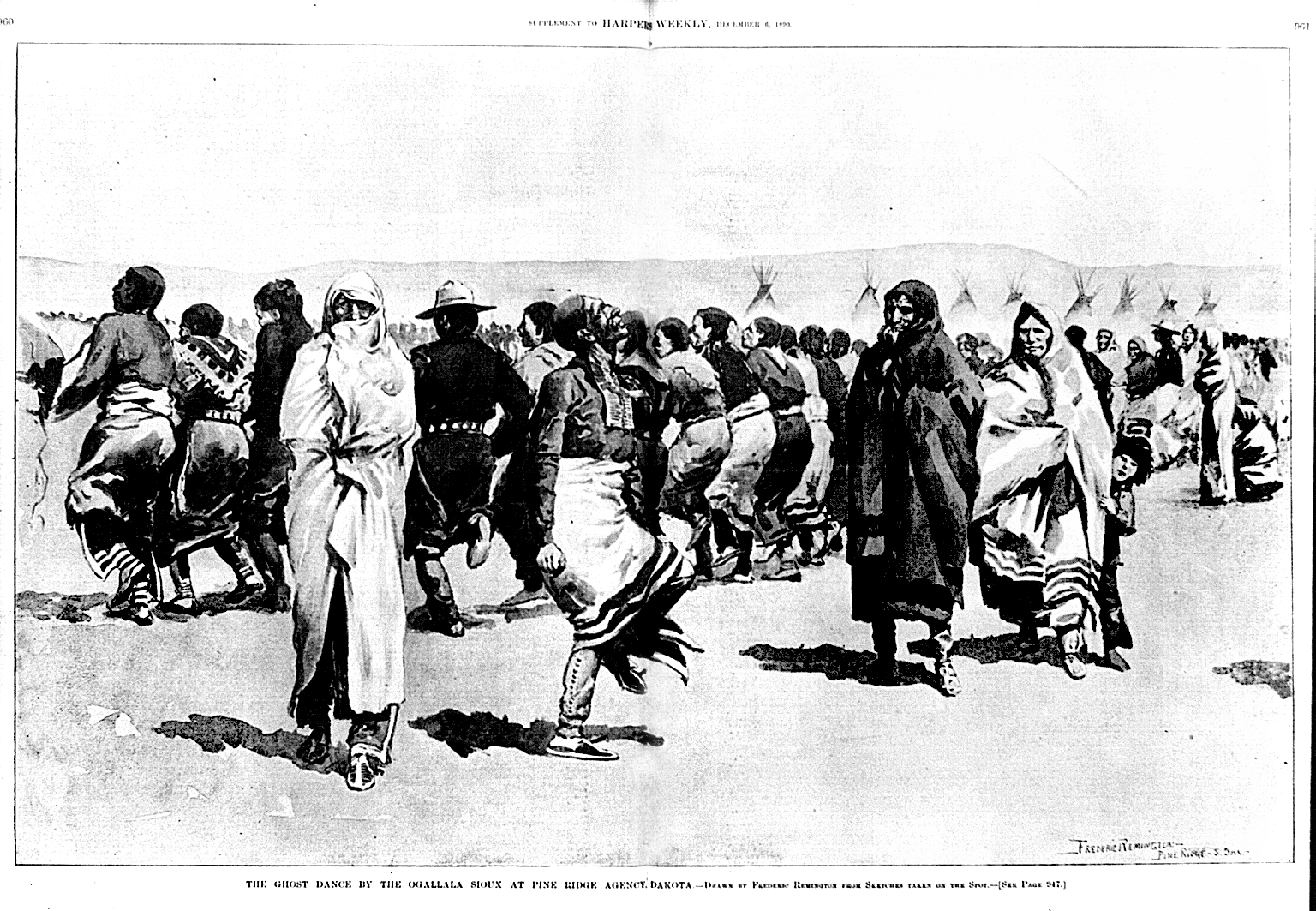
Танець Духа

Білі американці були стурбовані поширенням Танцю Духа серед великої кількості племен і очікували на збройні протистояння. Було вирішено заарештувати деяких вождів, адміністрація вважала, що цим можна попередити насилля. Але на затриманні Сидячого Бика, вождя індіанців, стався масовий протест і перестрілка. Загинули Сидячий Бик, 8 його поплічників та 6 поліцейських. Боячись репресій близько 200 членів племені Сидячого Бика втекли і частково приєдналися до племені міннеконжу під керівництвом Великої Ноги, також відомого як Плямистий Лось.
 Плямистий Лось і його плем'я 23 грудня 1890 року покинули резервацію «Шайенн Рівер», для того щоб знайти притулок у резервації «Пайн Рідж».
Дослідивши карту історичних змін «Великої резервації Сіу», можна сказати, що приводом до конфлікту могли бути не лише матеріальні труднощі й релігійний рух, а й те, що значні території між резерваціями «Шайенн Рівер» та «Пайн Рідж» були відібрані у індіанців 1890 року. Потрібно зазначити, що агресію проти індіанських резервацій почали саме урядові збройні формування США.

## Бійня
29 грудня 1890 року загоном із п'ятисот солдатів США було оточено табір індіанців Лакота, який розташовувався на території резервації «Пайн Рідж». Завданням солдатів було роззброєння індіанців та арешт їхнього вождя. Вождь Велика Нога тяжко хворів, а решта індіанців були змучені через зимовий перехід і не намагалися робити жодного опору. Однак велика кількість індіанців не мала великого бажання віддавати свою зброю, адже їм потрібно було полювати, щоби прогодувати себе та свої сім'ї. Полковник Форсайт ігнорував прохання індіанців і відправив невеличкий загін обшукати їхні тіпі. Посилили напруження індіанців також протести жінок проти обшуків жител. Вони почали виконувати пісню Танцю Духів і кидати в повітря грудки багнюки, напруження солдатів досягло межі. В один момент пролунав випадковий постріл, який спровокував хаотичну неконтрольовану перестрілку.
У ході битви загинуло 22 солдати та не менше 153 індіанців, враховуючи жінок та дітей. Вважається, що деякі солдати були вбиті своїми же товаришами, оскільки спочатку стрілянина велась із близької відстані, частина солдатів знаходилася поміж індіанців, а багато індіанців були обеззброєні і намагалися відбиватися лише ножами. За деякими свідоцтвами в момент вилучення зброї чоловіки та жінки були розділені і після початку стрілянини солдати відкрили вогонь з гармат по табору індіанців, де були лише жінки та діти, і над котрим був піднятий білий прапор. Потім солдати на конях почали переслідувати та добивати індіанців, які розбігалися у всі сторони.
За цю битву як мінімум 20 військовослужбовців були відзначені Медаллю Пошани, найвищою військовою нагородою США.

## Пам'ять у культурі
- Історія різанини відображена у фільмі 2007 року "Поховайте моє серце у Вундед-Ні"[en].
- Саме цю битву показано у кінцівці фільму "На захід"[en] (2005).
- Головний герой комп'ютерної гри «Bioshock Infinite» Букер Де Вітт є учасником різанини на Вундед-Ні.
- Історія різанини відображена у кліпі «Creek Mary's Blood» фінської групи Nightwish.